# Orden de San Pablo Primer Eremita

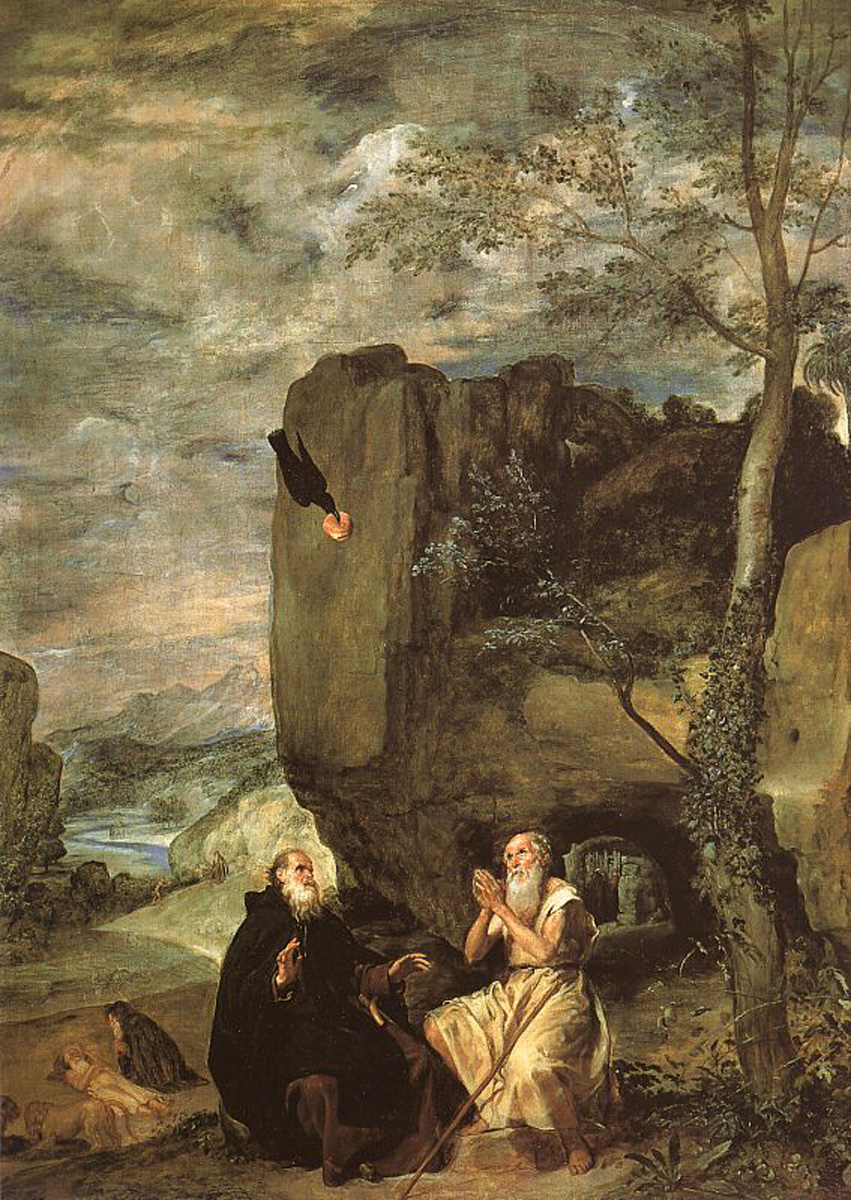
San Antonio Abad y San Pablo de Tebas. Pintura de Diego Velázquez

La Orden de san Pablo, Primer eremita u Orden Paulina (en latín: Ordo Sancti Pauli Primi Eremitae) es una orden religiosa católica fundada en el siglo XII en Hungría por el Beato Eusebio de Esztergom . 
La Orden Paulina empezó como un movimiento en honor al religioso ermitaño cristiano san Pablo de Tebas (228-342), que posteriormente se sometió a la regla de San Agustín, y se extendió por todo el mundo a países como Polonia, Italia, Alemania, España, Portugal y Latinoamérica. Fueron monjes paulinos húngaros los primeros religiosos que arribaron a América con Cristóbal Colón y comenzaron el proceso de evangelización.

## Historia de la Orden

### Inicio
"Et tu Hungaria, mi dulcis patria, cum Paulinis crescis, et cum itidem decrescis"
"Tú Hungría, mi dulce patria, con los paulinos crecerás, y junto con ellos mismos caerás en decadencia".
Arzobispo Pedro Pázmány de Esztergom

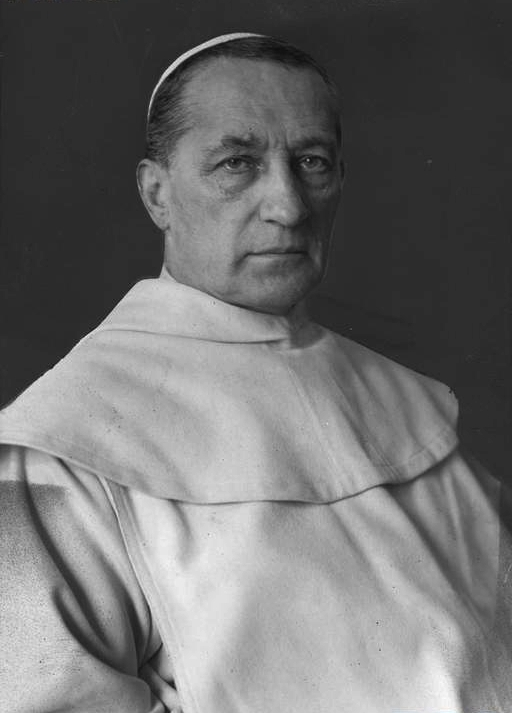
Pius Przeździecki

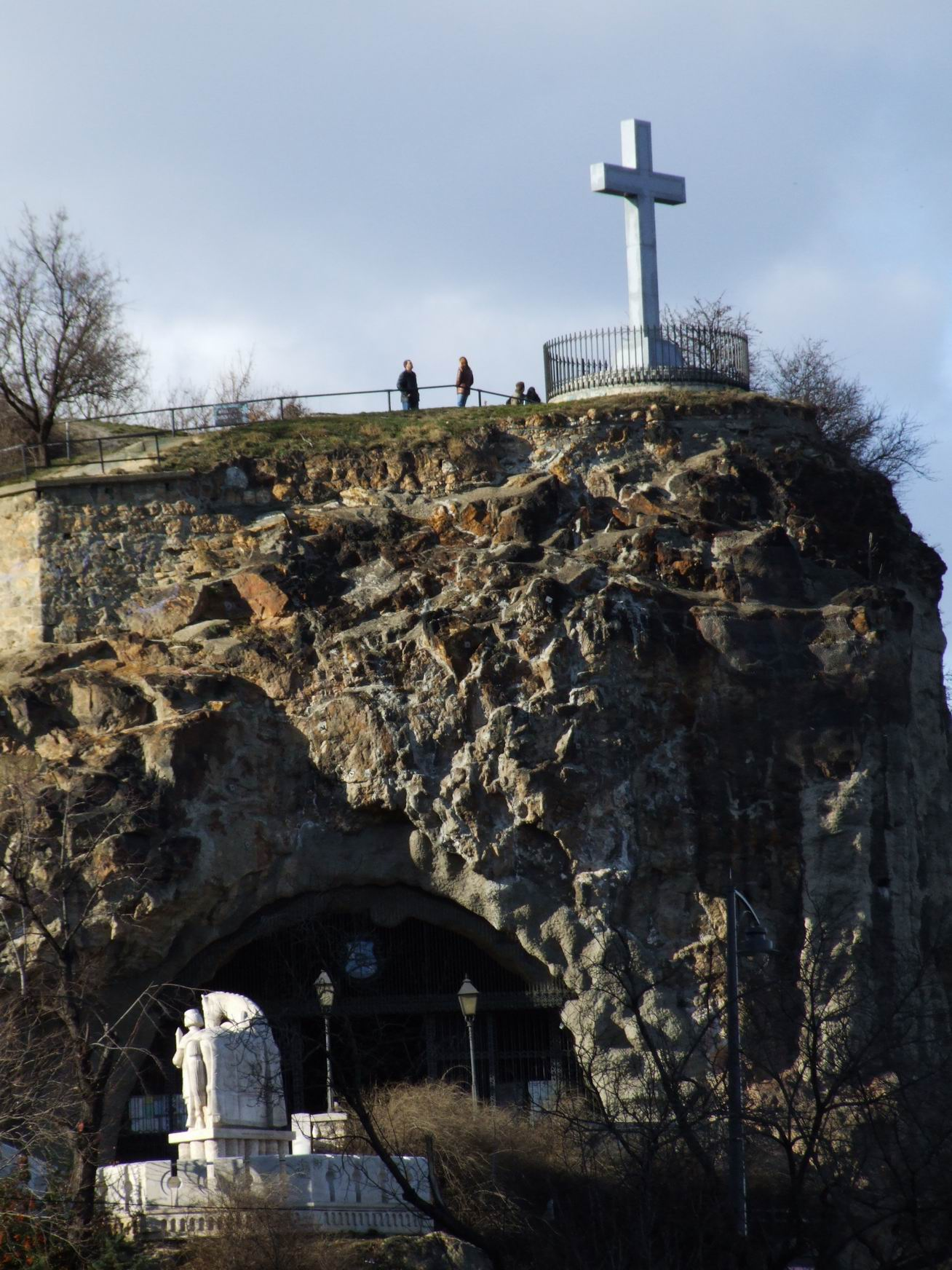
Capilla paulina en la cueva de la Montaña Gellért, en Budapest, Hungría.

La aparición de los ermitaños en Hungría fue un suceso paralelo con la llegada del Cristianismo. Estos vivían junto a arroyos y en montañas de manera pacífica, alejados de la civilización. No tenían ningún orden o jerarquía específica, sin embargo debían obedecer las disposiciones de los obispos de las diócesis donde habitaban.
Los registros húngaros más antiguos que han quedado hasta la actualidad pertenecen a la comunidad de eremitas de Mecsek. El obispo de Pécs, Bartolomé, hizo construir cerca de 1225 un claustro para los ermitaños en la montaña Jakab, entre las colinas Patacs y Ürög. Igualmente se encargó de que estuviesen provistos de amplios terrenos bajo su observación y les otorgó un reglamento básico. Cerca de 1250 el beato Eusebio se convirtió en el guía de los eremitas que habitaban en la colina de Pilis, donde construyó el monasterio llamado Sancta Crux tras haberse mudado con otros seis religiosos.
La formación de la Orden Paulina es conocida a través del documento Vitae fratum. En éste, el beato Eusebio se dirige al papa Urbano IV, para que les permitiese vivir bajo la Regla de San Agustín. De esta forma en 1263 el Papa confió a Pablo, obispo de Veszprém, que si consideraba que la orden podía sostenerse por sí misma, fuese reconocida. Sin embargo, el obispo húngaro consideró que ya que sus bienes eran pocos, solamente podían vivir estos siete religiosos bajo esta regla monástica.
Los eremitas seguidores de Eusebio que habitaban en las diócesis de Pécs y de Eger solamente pudieron reunirse en comunidades de forma lenta y paulatina, sin embargo para 1290 ya existían muchos claustros paulinos en Transilvania y Croacia. En 1291 los paulinos le pidieron a Lodomero, arzobispo de Estrigonia, y a Benedek, obispo de Veszprém, que les confirmasen, lo cual fue hecho por los dos jerarcas católicos. Así en 1297 Andrés, obispo de Eger, amplió las reglas y las reforzó ante la cada vez más creciente cantidad de eremitas que surgían por todo el reino.
En 1308 el cardenal Gentilis, enviado del papa Clemente V permitió personalmente a los paulinos que siguiesen la Regla de san Agustín, tras lo cual permitió en una carta de 1309 la constitución formal de la Orden. De esta manera, a partir de 1309 los paulinos se reunían anualmente en el monasterio de la montaña de San Pablo, sobre Buda, sitio que se convirtió en el centro principal de la orden.
En 1327 el papa Juan XII pidió a Ladislao, arzobispo de Kalocsa, que le informase sobre las condiciones de vida de los paulinos. El arzobispo resumió en un breve documento llamado Vitae fratrum, donde especificaba que la orden paulina contaba con cerca de 30 monasterios, los cuales podían mantener cerca de 20 religiosos cada uno. Aparte de ellos vivían otras decenas de eremitas en soledad, alejados de los centros religiosos, refugiados en bosques.
En 1328, tras la petición del rey Carlos I Roberto de Hungría, recibieron la primera carta de privilegios papales. En esta, el papa Juan XII permitía la aplicación de la regla agustiniana, la elección de un prior que los condujese, y los liberaba del pago del diezmo. En 1340 el director de la inquisición húngara, Juan el Teutónico, negoció con el prior paulino, y otorgó a la orden 4 residencias para eremitas, tras lo cual al tiempo donó otras más. En 1341, el Papa les permitió el uso de hábitos blancos en vez de los grises que llevaban en ese momento, para que fuesen distintos de los eremitas mendicantes. En 1352 el papa Clemente VI dio autorización para que los laicos y demás personajes que viviesen cerca de los monasterios paulinos pudiesen ir a confesarse con los religiosos.

### Expansión de la Orden en Hungría y Europa

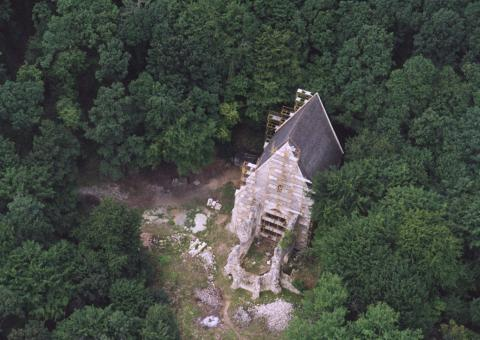
Ruinas del monasterio paulino de Martony, en Hungría

Entre 1341 y 1347 un grupo de nobles de la región de Martony construyeron los monasterios paulinos de Martony y de Háromhegy, tras lo cual el rey Luis I de Hungría donó varios monasterios más para la orden, entre los cuales el más famoso es el de Marianostra. Ante la petición del rey húngaro, el papa Gregorio XI eximió a los paulinos y a sus monasterios de la obediencia a sus respectivas diócesis en 1377 y los sometió directamente a Roma. En 1381 el rey obtuvo de Venecia las reliquias del santo patrón de la Orden, san Pablo de Tebas, y éstas fueron colocadas en el monasterio de Szentlőrinc. El rey entonces consagró Hungría a San Pablo, lo que motivó numerosas peregrinaciones tomaron lugar hacia dicho monasterio. 

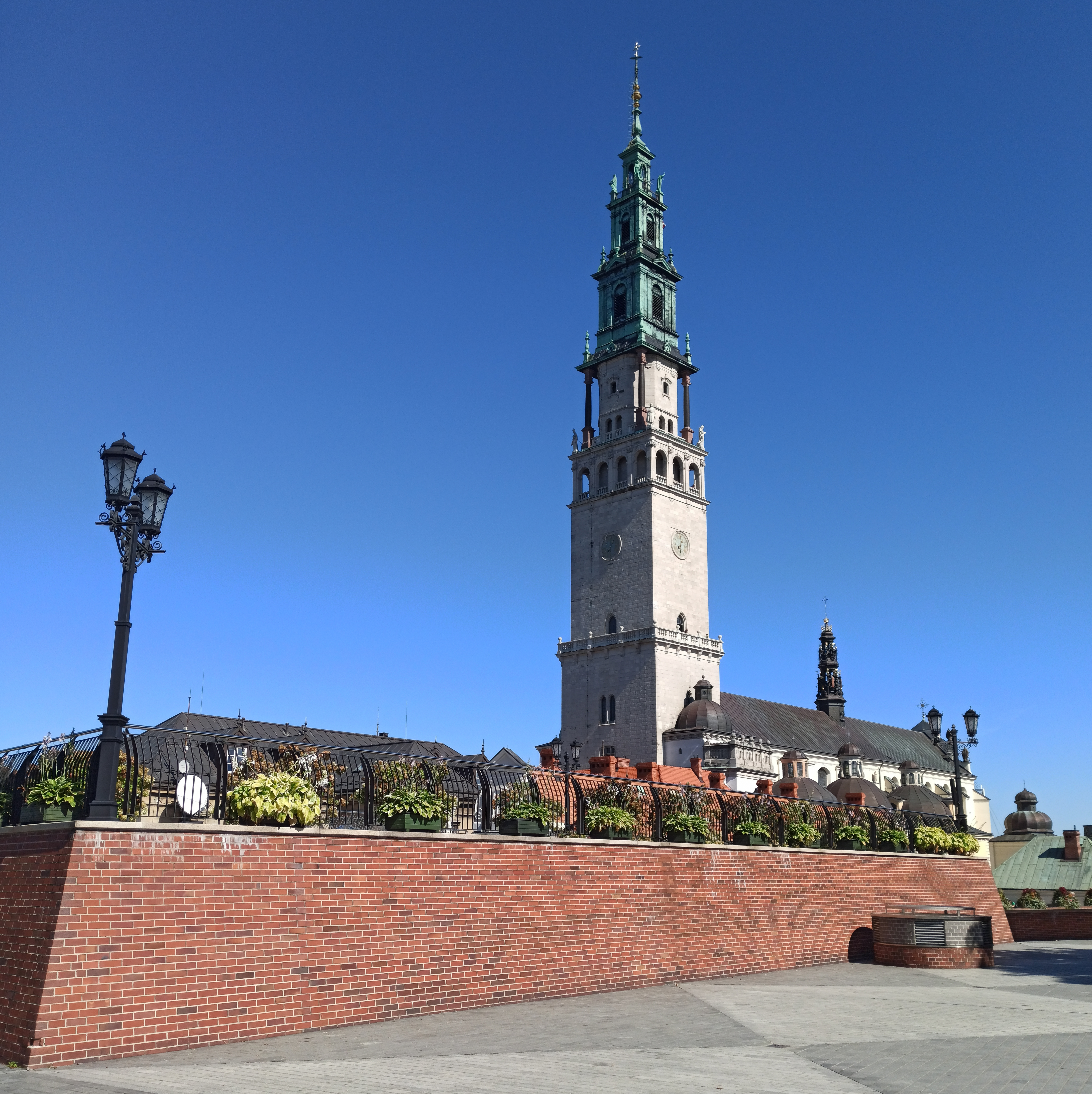
Monasterio paulino de Jasna Góra, en Polonia

Tras la muerte de su tío el rey Casimiro III de Polonia, el rey húngaro heredó el trono polaco, reinando en ambos estados. Esto propició a que en 1382 Luis I (probablemente por iniciativa del Duque Ladislao de Oppel) fundase el primer monasterio paulino en Polonia, el cual fue conocido como Jasna Góra. Este santuario, que posteriormente adquirió enorme importancia para los polacos, comenzó con 16 religiosos húngaros que partieron de Marianostra a Polonia para ocuparse del monasterio. En 1384 se construyó otro monasterio en Gerény. 
En el siglo XIV se fundaron numerosos monasterios paulinos en las costas de Croacia; el primero en Austria fue en 1414, y en 1476 en Wiener Neustadt. A partir de 1404 los paulinos se arraigaron en Roma, donde fundaron un monasterio que contaba originalmente con 12 religiosos húngaros. En 1454 recibieron del Papa las iglesias de Monte Celión y Santo Stefano Rotondo. Hacia 1470 existían 58 monasterios en Hungría, suma que aumentó más aún en 1526. Aparte de éstos, se sabe que hasta 1470 existieron otros 17 monasterios que contaron con una breve vida.
En 1475 el rey Matías Corvino de Hungría le pidió en nombre de los paulinos al papa Sixto IV que éste nombrase al cardenal de la iglesia de San Marcos como protector de la Orden, para que representase los intereses de estos religiosos ante la curia romana. El rey le otorgó a los paulinos los monasterios premonstratenses de Zsámbék y Váradhegyfok, tras lo cual en 1483 se fundó el monasterio de Nagyvázsony. Posteriormente el rey Vladislao II de Hungría les concedió los monasterios benedictinos de Visegrád y de Szentjobb.

### Monjes Paulinos: Primeros evangelizadores de América
La orden Paulina era ampliamente conocida en la Edad Media en toda Europa, y se sabe de la presencia de religiosos paulinos en las cortes reales españolas y portuguesas. Cuando Cristóbal Colón regresó a Europa de América, informó sobre la existencia de indígenas nativos en las nuevas tierras que no conocían la fe de Cristo. Ante esta situación, la reina Isabel I de Castilla le confió la labor evangelizadora a los religiosos paulinos húngaros a los que hizo llamar y envió en los siguientes viajes de Colón. Tras arribar a las Indias, los paulinos tomaban como sus hogares frecuentemente a cuevas y bosques similares a los adoptados en la cadena montañosa de Pilis en Hungría. 
Al poco tiempo España y Portugal comenzaron a disputarse los territorios coloniales en el Nuevo Mundo, así que el Papa Alejandro VI le encomendó a los paulinos que valiéndose de instrumentos astronómicos trazasen una frontera entre los imperios (sentando las bases para los países actuales de habla española y Brasil de habla portuguesa). De esta manera continuó la expansión española hacia el norte, cuando conquistaron los territorios de la actual Guatemala, a donde los paulinos también llegaron (Aún existen sus cuevas y refugios eremitas cubiertos por runas paulinas húngaras que pueden ser visitados en la actualidad).
Según otros datos, también había paulinos húngaros en las tres carabelas de Juan Díaz de Solís que arribaron a las orillas del “Mar Dulce”. Igualmente existen registros de que en 1515 religiosos húngaros paulinos viajaron en los barcos de Pedro de Mendoza. Por otra parte, aparece el nombre de Mathe Istvány en el primer mapa de las parcelas de Buenos Aires. Al poco tiempo, fue el religioso húngaro székely Maximilianus Transilvanus, canciller de Carlos I de España, quien informó al mundo del primer viaje de Fernando de Magallanes.
Los paulinos húngaros llegaron a los territorios desde la actual Argentina hasta Bolivia y Perú, habiéndose encontrado en varias ocasiones con el conquistador Francisco Pizarro y sus hombres. La conducta agresiva de Pizarro generó malestar entre los paulinos, el cual molesto por la intromisión de los religiosos húngaros los hizo mudar a pequeñas islas solitarias desde donde continuaron atendiendo a los indígenas. Existen indicios de actividades paulinas aún para 1559, pero después de 1560 estas desaparecen por completo. Esto fue consecuencia directa de los conflictos que se sucederán a principios del siglo XVI en Hungría ante las invasiones de los turcos otomanos.

### Decadencia húngara durante la ocupación Turca Otomana

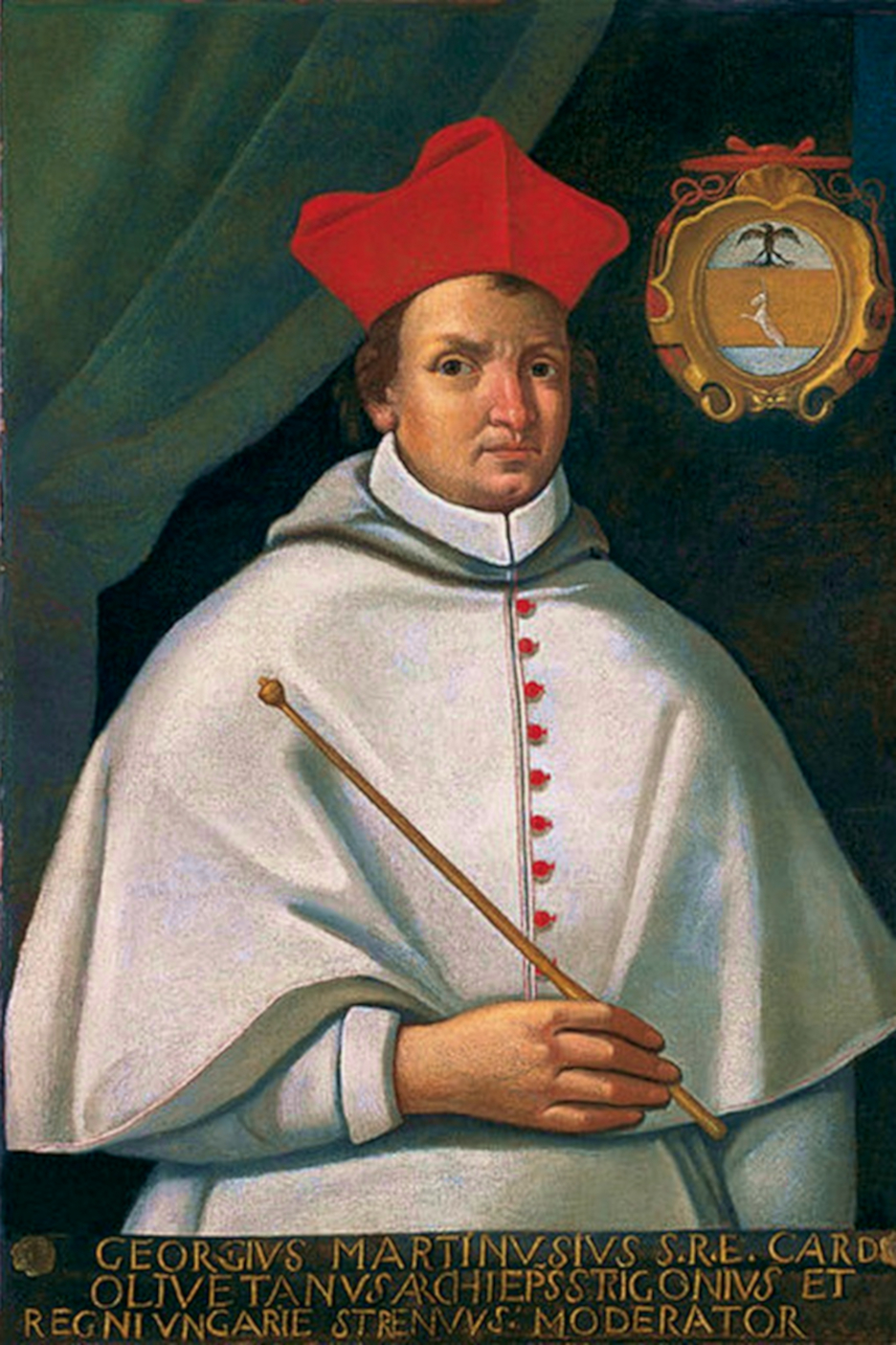
Jorge Martinuzzi, el miembro más relevante de la Orden Paulina

Después de la derrota sufrida por los húngaros en la batalla de Mohács en 1526, los turcos otomanos avanzaron hacia la ciudad de Buda. A su paso robaron y destruyeron 11 monasterios paulinos y asesinaron a 25 religiosos de la orden. Durante la invasión turca el ejemplo a seguir de los paulinos fue el rey caballero San Ladislao I de Hungría, en quien se inspiraban para enfrentar en combate a los turcos junto a la ciudad de Visegrád para proteger a la Santa Corona Húngara. A partir del 7 de septiembre los turcos robaron y destruyeron los centros de la orden paulina, incluyendo el claustro de Szentlőrinc, donde quemaron todos los libros y documentos húngaros que eran guardados. La reliquia de San Pablo de Tebas fueron llevadas al norte del reino al castillo de Trencsén, donde fue destruida luego de un incendio por causa de los turcos. El tesoro de la orden fue llevado primero a Horné Lefantovce y luego a la ciudad croata de Lepoglava. 
Luego de la batalla de Mohács apareció en la palestra pública el religioso húngaro Jorge Martinuzzi, quien era un religioso paulino que se convirtió en tutor y protector del joven príncipe Juan Segismundo Szapolyai, hijo del fallecido rey Juan I de Hungría, que había sido coronado tras la muerte de Luis II. Reclamando también el trono húngaro, Fernando I de Habsburgo había sido coronado como rey, tras lo cual una serie de conflictos militares se sucedieron entre Juan I y Fernando I, hasta la muerte del primero en 1540. El recién nacido Juan Segismundo se convirtió en la esperanza de recobrar el poder en el reino y permaneció en Transilvania cuidado por su madre la reina consorte Isabela Jagellón de Hungría y Jorge Martinuzzi.
Tras la muerte de Martinuzzi, el miembro más representativo de la orden, quien fue un estratega político excepcional y ejemplar hombre de Estado, los restos de la orden paulina en Hungría cayeron en un profundo abismo. Sin embargo irónicamente en el extranjero existían ya cerca de 200 monasterios paulinos a lo largo del mundo (en Portugal, Italia, España, Palestina, Rusia y Egipto. En Hungría por otra parte, la situación se agravaba más aún: El reino se había separado en tres partes, una Occidental bajo el control de los Habsburgo, una central ocupada por los turcos y una Oriental en la forma del Principado de Transilvania, el cual era independiente y regido por la nobleza húngara. Los monasterios paulinos se fueron despoblando cada vez más, pues se sentían amenazados por la presencia otomana y del protestantismo en Transilvania.
En 1570 el Duque Carlos II de Estiria le ordenó a los habitantes del reino a petición del prior paulino, que no estaba permitido exigirles ninguna contribución a los priores de la Orden, pues eran entonces despilfarrados los pocos bienes que aún quedaban. La orden consiguió mantenerse firme en Máriavölgy (Thall) y en el monasterio de la ciudad croata de Lepoglava, con ciertas dificultades e interrupciones también en Horné Lefantovce, Csáktornya y en Remete junto a la ciudad de Zagrab. Máriavölgy se convirtió en esta época en el nuevo centro de la orden, sede del prior paulino. Desde ahí comenzaron aguerridamente sus luchas por recuperar sus terrenos y propiedades perdidas.

### Resurrección de la Orden en Hungría y su florecimiento en Europa

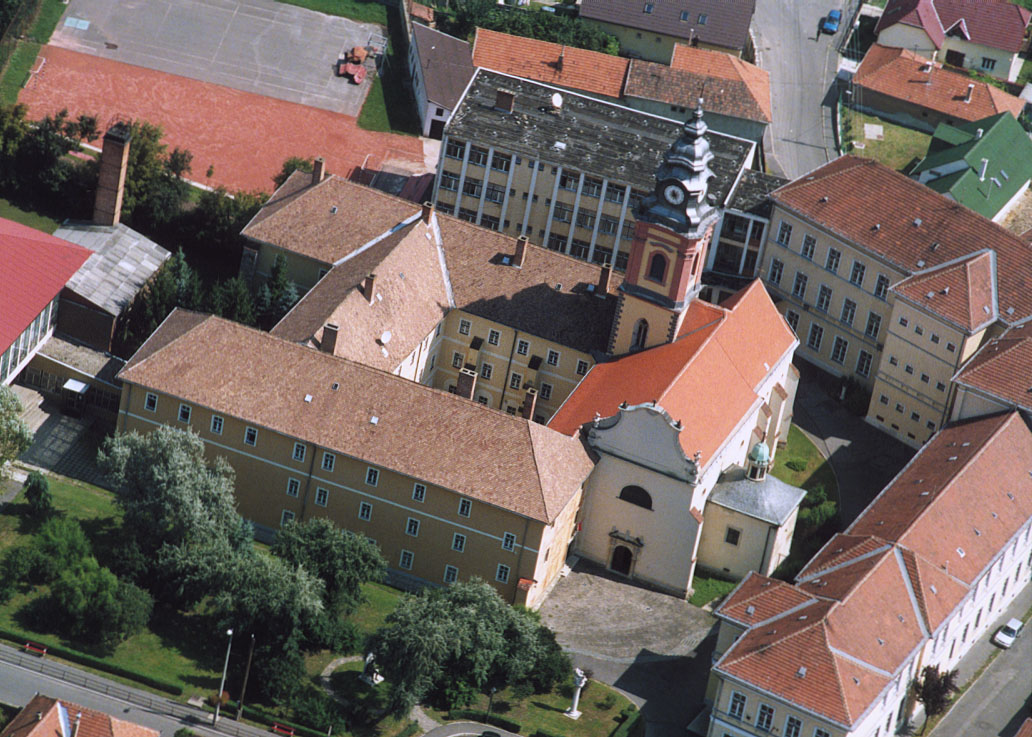
Antiguo monasterio paulino de Sátoraljaújhely en Hungría. Actualmente pertenece a la Orden Piarista.

Los monasterios de la orden paulina en Polonia conformaban una provincia separada a finales de la Edad Media. En 1643 la provincia polaca contaba con 11 monasterios viejos y 2 nuevos, así como con 200 religiosos paulinos. La provincia de Suabia por otra parte tenía 5 monasterios y 22 religiosos, la provincia de Estiria y Croacia siete claustros y 22 religiosos, y en Austria había dos casas con 41 religiosos. De los cuatro monasterios croatas, el de Lepglava era el más significativo, pues en 1643 era habitado por 24 religiosos paulinos, y con los otros 3 eran 16. En 1643 fue impresa la nueva constitución de la orden paulina, pero en el viaje por mar se perdieron la mayoría de los ejemplares, por lo cual en 1646 se tuvieron que imprimir nuevamente. 
En la primera mitad del siglo XVII los religiosos regresaron a sus 4 antiguos lugares, Wondorf, Sátoraljaújhely, Lád, Terebes. En 1638 fundaron una residencia importante en la ciudad húngara de Pápa, y en 1652 obtuvieron una en Nagyszombat para que sus novicios pudiesen estudiar teología en la universidad. En 1686 el emperador germánico Leopoldo I de Habsburgo, quien era también rey húngaro envió a sus ejércitos a los territorios húngaros y luego de una larga campaña, consiguieron expulsar a los turcos otomanos invasores del reino. Pronto reunificó las tres partes bajo su figura, y comenzó a restaurar paulatinamente el reino húngaro. Luego de esta serie de eventos los paulinos comenzaron a regresar a Pest y a Pécs, y también consiguieron restaurar otros cuatro monasterios que habían perdido (Nosztra, Jenő/Tüskevár, Diósgyőr, Család), e igualmente obtuvieron 8 nuevas residencias menores. Cerca de 1700 se comenzaron a construir nuevos monasterios en Transilvania y ante la falta de religiosos cristianos en Hungría después de la ocupación otomana, los paulinos llenaron estos vacíos ocupándose de la tarea de pastoreo cristiano. 
En 1700 las provincias de la orden paulina de Croacia-Austria se separaron de Hungría. Ésta se separó en dos en 1710 y la sede de los croatas pasó a ser Lepoglava. En 1721 los territorios de la orden eran oficialmente 5 conventos, 12 residencias, la casa en Roma, y existían 161 paulinos húngaros. La provincia Polaca contaba con 250 monjes paulinos, la del Rin-Suabia con 35, Estiria con 48, Croacia con 123 y Austria con 80. En 1726 fue impreso en Roma las nuevas reglas de la orden, las cuales fueron aplicadas en 1727.
La piedra fundamental de su residencia en Pest (actualmente la Iglesia Universitaria) fue colocada el 14 de mayo de 1715 por el paulino Bakay. El 22 de mayo de 1720 comenzaron a construir la capilla en honor a las cinco heridas santas Jesús, la cual fue bendecida el 1 de enero de 1721 por el prior paulino. El 3 de mayo fue fundada la sociedad de las Cinco heridas Santas de Jesús, y en 1722 fue ampliada el hala Sur del monasterio bajo le conducción del prior Agustín Mayr. De esta forma se culminó su construcción total en 1725 y fue la sede de la Orden Paulina hasta 1786.
El Papa Clemente XIV clasificó a los paulinos en 1770 como una orden monástica a petición del prior Ladislao Pablo Eszterházy. Esto se realizó con relación al privilegio obtenido en 1401 del Papa Bonifacio IX, donde los beneficiaba con todos los privilegios de la Orden de los Cartujos.

### La Orden Paulina en la era del Absolutismo de los Habsburgo
Los bienes netos de la orden paulina en el siglo XVIII era en extremo abundantes, y su éxito se basaba en sus habilidades financieras y en su sensibilidad social por aquellos que no tenían muchos recursos; por ejemplo le daban dinero a aquellos que tenían mucho menos que el promedio, e inclusive, asumían los intereses de las deudas de los pobres. Los paulinos tenían varias escuelas, donde enseñaban sus doctrinas filosóficas elaboradas a partir de los cánones de Aristóteles y Santo Tomás de Aquino. Mantuvieron un intenso sentimiento por la preservación de la cultura, idioma e historia húngara: éste era el carácter natural de los religiosos paulinos, o también conocida como „el alma paulina”.
Fue precisamente esta última característica la que fue su perdición en Hungría. El emperador germánico José II de Habsburgo, quien era también rey húngaro deseaba expandir la cultura predominante en la corte de Viena a los demás Estados dependientes de la corona imperial (entre ellos Hungría). Cuando su madre la reina María Teresa I de Austria murió en 1780, José II heredó el trono húngaro, pero ante la prerrogativa de que al ser coronado con la Santa Corona Húngara, el monarca debía cumplir con las leyes del reino, éste decidió que no le colocasen la joya real en su cabeza. Sintiéndose libre de germanizar Hungría ordenó que el idioma legal oficial que era el latín fuese reemplazado por el alemán. Igualmente atentó contra muchos privilegios de la nobleza y el pueblo húngaro, tratando de reforzar la preponderancia cultural de Austria.
Considerando un estorbo para su empresa José II consideró que la Orden Paulina no era útil, y de esta forma decretó el 7 de febrero de 1786 la confiscación de sus vastos territorios y la abolición de sus privilegios. Cerca de 381 residencias paulinas pasaron a manos de los Habsburgo, y cerca de 10 000 libros de las bibliotecas se perdieron en el proceso.
En 1790 Pablo Ladislao Esterházy, uno de los miembros de la orden paulina se convirtió en obispo de Pécs, y con dificultad se resignó a la disolución de la orden. Remodeló la iglesia paulina de Püspökszentlászló, y construyó un monasterio disfrazado como residencia obispal de veraneo, en donde permitió que los paulinos húngaros continuasen con su estilo de vida de manera secreta. Se sabe que estos eremitas vivían aún en esa residencia hasta mediados del siglo XIX.
Luego de 1819 cerraron las residencias paulinas en la provincia de Prusia-Polonia y en 1864 en la de Rusia-Polonia. Solamente quedó funcionando la más importante de ellas, la de Częstochowa y el monasterio principal de Cracovia.

### Resurgimiento de la Orden en Hungría y la opresión comunista

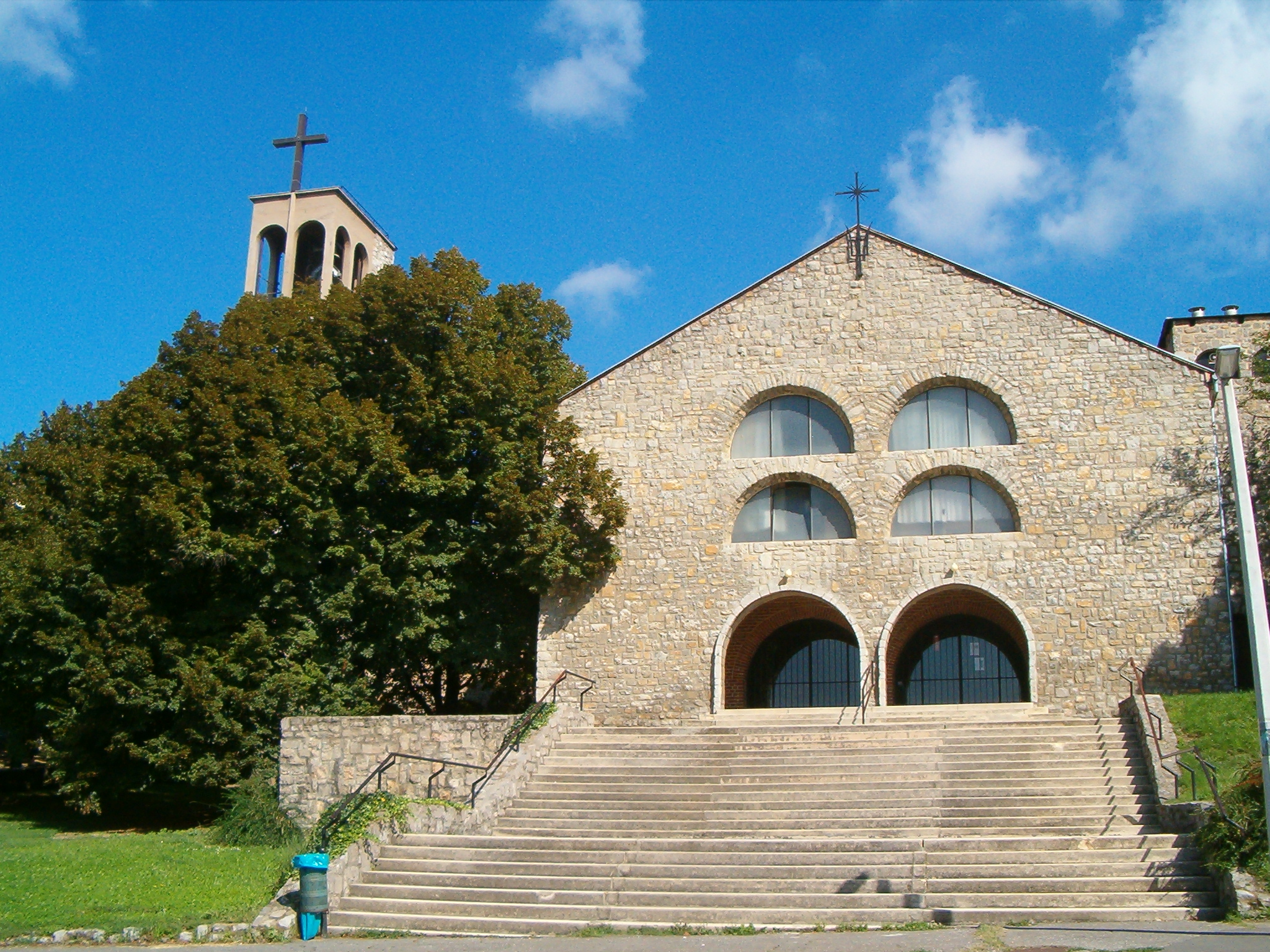
Iglesia y residencia paulina en la ciudad de Pécs, Hungría.

En 1864 el cardenal Juan Scitovszky manifestó sus intenciones de volver a establecer la orden paulina en Hungría, tras lo cual trajo varios religiosos desde Polonia, quienes recibieron una residencia en las cercanías de la ciudad de Esztergom. Sin embargo tras la muerte del cardenal en 1866, la comunidad se disolvió y los religiosos tuvieron que regresar a Cracovia. 
Décadas más tarde la orden paulina volvió a recibir fuerza en Polonia en 1919, y en 1931 recibieron una nueva constitución que se puso en regla. Luego de varios intentos infructuosos, la orden paulina logró conseguir la capilla en la cueva de la montaña Gellért en Budapest en 1934, en 1935 obtuvieron un terreno en Pécs (donde posteriormente construyeron una iglesia), y en 1940 lograron conseguir una propiedad en Petőfiszálláson (Pálosszentkút) regresando los paulinos nuevamente a Hungría.
Sin embargo tras la Segunda Guerra Mundial, Hungría fue invadida por los ejércitos soviéticos y se instauró un gobierno comunista. De esta forma los sovéticos ordenaron la disolución de la orden paulina en 1950, que contaba para ese momento con 21 monjes y 20 hermanos asistentes. En Pascua de 1951 la policía secreta conocida como Államvédelmi Hatóság irrumpió violentamente en la capilla en la cueva de la montaña Gellért en Budapest, y reunió a los religiosos paulinos, de los cuales algunos consiguieron escapar y se disolvieron entre la gente. La entrada de la cueva fue sellada con un muro de concreto de dos metros de grosor y en ese mismo año luego de un breve encarcelamiento fue ahorcado el monje piror paulino Ferenc. En 1958 el monje Ferenc Kováts que también había sido capturado fue asesinado a golpes por la policía secreta comunista.
Para 1979 la orden paulina seguía existiendo en el extranjero: en Polonia con 9 monasterios y 3 residencias, en Roma con 1 residencia, en los Estados Unidos con 3 (Doylestown, Kittaning), en Suecia con 4 (Estocolmo, Nyköping) 2–2, en Yugoslavia con una. La orden paulina contaba en total con 226 religiosos a lo largo del mundo y entre ellos había 122 sacerdotes (las cifras actuales se mantienes similares). En 1987 el prior general paulino Josef Platek introdujo la nueva constitución de la orden (que esta vigente en la actualidad).
Luego de la caída del régimen comunista soviético en 1989, nuevamente fue rescatada la capilla en la cueva de la montaña Gellért en Budapest. El centro paulino pasó a ser la iglesia de Pécs, y la orden recuperó la propiedad de Marianostra, así como la de Petőfiszállás. Para 2008 la orden paulina húngara contaba con 22 religiosos. En la actualidad la Orden cuenta con unos 526 religiosos, entre ellos 366 sacerdotes.